# 독립기념일 (미국)
독립기념일(獨立記念日, Independence Day)은 미국의 연방 공휴일로 매년 7월 4일이다. 1776년 7월 4일, 미국 독립 선언이 채택된 것을 기념하는 날이다. 미국에서는 새로운 주가 연방에 가입하고 맞는 첫 독립 기념일에 별의 수를 늘리는 형태로 국기를 변경하는 날로도 알려져 있다.미국에서는 이날이 매우 중요한 날이다. 우리나라의 광복절과 매우 유사. 

## 같이 보기
- 미국 독립 혁명
- 미국 독립 선언